# Pertusaria thiophaninica
Pertusaria thiophaninica är en lavart som beskrevs av A. W. Archer. Pertusaria thiophaninica ingår i släktet Pertusaria och familjen Pertusariaceae.   Inga underarter finns listade i Catalogue of Life.